# Reino de Patones
El Reino de Patones (también conocido como Reino Patónico, Reino de los Patones o Monarquía Patónica) fue un microestado enclavado dentro de España, independiente de este país, que ocupó un área de 35 km² y que disfrutaba de privilegios propios.
Bajo el mando del Rey de Patones, estaba formado por el pueblo castellano de Patones, hoy Patones de Arriba, y su término incluyendo los actualmente despoblados de Pradales o San Román y Navarejos además del área donde posteriormente se edificaría Patones de Abajo.

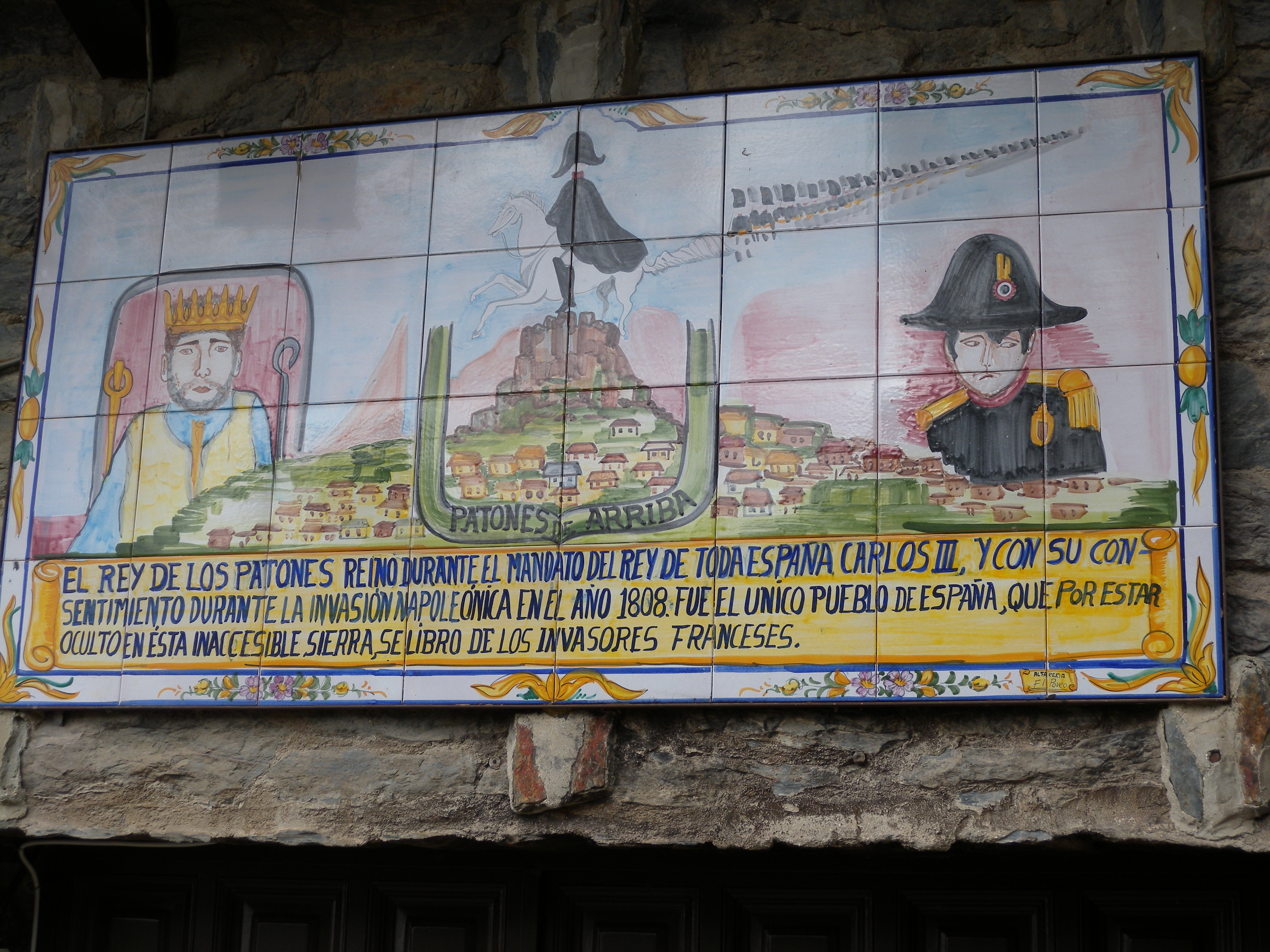
Representación artística del Reino de Patones situada en el actual Patones de Arriba

## Historia
Su situación aislada en sur de la Sierra de Guadarrama es clave en la facilitación su continuidad íntegra desde su segregación, según la tradición oral y los datos recogidos por Antonio Ponz en 1781, del Reino Visigodo de Toledo y sobreviviendo gracias a su posición aislada del dominio político y religioso andalusí.
Según la tradición oral el rey de Patones escribiría a Felipe II, que tras enviar un emisario lo consideró un país inofensivo y no interfirió.
La falta de documentación previa a 1653 ha llevado a algunos autores a cuestionar el origen visigodo, hipotetizando que su surgimiento fue tras la Reconquista, dada la presencia del apellido Patón en la zona durante 1525, familia a la que atribuyen la fundación de la aldea, quizá en torno al 1600. Achacando el surgimiento a la enemistad y el abandono por parte de la comunidad ucedana, situación clave en la continuidad durante últimos siglos del reino, poniendo en cuarentena la hipótesis de la invasión andalusí. Igualmente es común contar con casi nula información de la zona durante la Edad Media por lo que el origen no está del todo claro.
Sabemos a ciencia cierta que en 1653 el Rey de Patones, con esta denominación, se reuniría en Torrelaguna con el Cardenal Moscoso para construir la iglesia de San José, ampliando la ermita existente sufragada por todos los vecinos.
Desde la Reconquista, la Comunidad de Villa y Tierra de Uceda, reclamaba de manera intermitente la jurisdicción de Patones a fin de cobrar sus impuestos, siendo el Rey de Patones, la principal figura de oposición en representación de la población. En 1750 se ofreció a España eliminar sus reyes y renunciar a su soberanía a cambio de sustituirlos por alcaldes o "justicias" españoles pero independientes de Uceda, la petición fue rechazada.
En 1769, el último Rey, Juan II, redactaría a Carlos III de España realizando la misma petición que 19 años antes, aunque los rumores sobre el contenido exacto son variados, el monarca español reconoció su autogobierno y otorgó a Patones el 3 de agosto de ese mismo año el título de aldea española con alcaldía independiente de Uceda, quedando así el reino liquidado.
La cuestionada tradición local asegura que el reino y sus reyes se habrían prolongado algo más de tiempo con una ambivalente soberanía compartida con España hasta después de la Guerra de la Independencia Española, en la que dada su difícil geografía no habría sido invadido por Francia.

## Organización política
El Reino de Patones funcionaba como una monarquía hereditaria con origen electivo, en la que el Rey de Patones era el máximo representante de la población y quién impartía justicia de forma oral, se conservan los nombres de tres de los cuatro de los documentados.
El Diccionario de Miñano (1828), se entrevista con una anciano de 90 años conocedor del último rey que afirma la existencia del título de Almirante, del que desconoce sus atributos y autoridad, esta autoridad recayó en la familia de los Baras durante los últimos tiempos.

### Monarcas

#### Dinastía González
- Pedro I, citado en 1684 y 1687, siendo reina consorte María González.[4]

#### Dinastía Prieto
- Juan I, citado en 1737, yerno de la antigua reina consorte María González.[4]
- Juan II, citado en 1769.[4]